# NGC 318
NGC 318 est une galaxie lenticulaire située dans la constellation des Poissons. NGC 318 a été découverte par l'ingénieur irlandais Bindon Stoney en 1850.

## Caractéristiques
Sa vitesse par rapport au fond diffus cosmologique est de 5 000 ± 35 km/s, ce qui correspond à une distance de Hubble de 73,8 ± 5,2 Mpc (∼241 millions d'al).
Comme on peut le voir sur l'image prise par SDSS, cette galaxie lenticulaire est traversée par une barre lumineuse.